# سیارک ۳۲۶۲
سیارک ۳۲۶۲ (به انگلیسی: 3262 Miune، نامگذاری:1983WB) سه هزار و دویست و شصت و دومین سیارک کشف شده‌است که در ۲۸ نوامبر ۱۹۸۳ کشف شد.
قدر مطلق سیارک برابر ۱۰٫۹۰ است.